# Касторія (аеропорт)
Національний аеропорт Касторія (грец. Κρατικός Αερολιμένας Καστοριάς, Αριστοτέλης) (IATA: KSO, ICAO: LGKA) — аеропорт в місті Касторія, Македонія, Греція.

## Авіакомпанії та напрямки
| Авіакомпанія   | Пункт призначення    |
| -------------- | -------------------- |
| Astra Airlines | Афіни, Козані (PSO), |